# Charles Galmiche
Pour les articles homonymes, voir Galmiche.
Charles Galmiche est un zoologiste et archéologue français, né  le 26 messidor an XII (15 juillet 1804) à Vesoul et mort le 3 novembre 1874 à Coulevon. Il a introduit le premier élevage domestique de lamas en France et restauré le Saint-Mont dans le massif des Vosges.

## Biographie

### Enfance et formation
Charles Galmiche est né à Vesoul en 1804, fils de Nicolas Galmiche, avocat professeur de législation et député de Haute-Saône.
Il est formé au métier de la foresterie : forêts, chasse et pêche en eau douce à l'École Royale Forestière dont il sort diplômé en 1825.

### Carrière
Inspecteur des Eaux et Forêts célibataire, il consacre sa carrière dans l'hexagone à l'acclimatation d'espèces animales exogènes et à la reproduction et multiplications de gibiers.
En début de carrière, il se spécialiste dans l'amélioration de races animales sportives, puis dans la reproduction et multiplication de gibiers. Il publie en 1842 sur les chevaux de course et 1843 sur les chiens courants.
Il est membre de le la Société d'Agriculture, Lettres, Sciences et Art de la Haute-Saône, et de la commission archéologique de la Haute-Saône.

### Mort
Retraité à Coulevon, il y meurt en 1874 en léguant le site archéologique du Saint-Mont à son neveu Eusèbe Galmiche. Ce dernier obtient en 1901 l'autorisation de consécration dans la chapelle pour renouer avec la tradition cultuelle du Saint-Mont. En 1960, les descendants d'Eusèbe Galmiche dégage la partie sommitale du Saint-Mont pour permettre à l'université de Nancy d'y faire des fouilles archéologiques et ainsi retrouver les restes des monastères présents du VIIe siècle au XVIIIesiècle. Sa maison et la chapelle sont classés monuments historiques de France.
Charles Galmiche est enterré dans l'ancien cimetière de Vesoul, auprès de plusieurs membres de sa famille.

## Travaux

### Pisciculture, reproduction et multiplication de gibiers

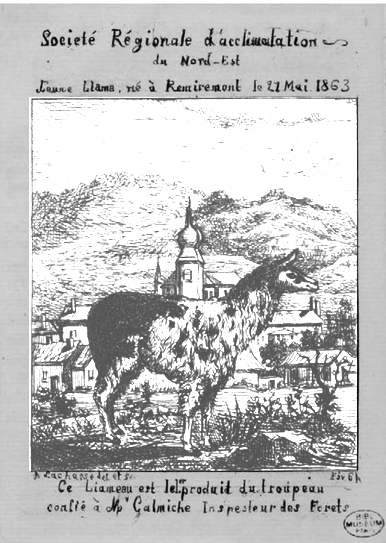
Ce liamau est le 1er produit du troupeau confié à M Galmiche 1863

Dans l'Est de la France, il travaille en étroite collaboration avec Charles Millet, vice-président de la Société Impériale Zoologique d'acclimatation , auteur de nombreux ouvrages de vulgarisation sur la pisciculture et les rivières. Il a expérimenté l'élevage du saumon dans les Ardennes et réintroduit le coq de bruyère,,. En reconnaissance de cette collaboration, Charles Galmiche a une rue à son nom à Alincourt ainsi que l'ancienne forêt La Galmiche du Mont Berny,.

### Premier troupeau domestique de lamas en France
Il a terminé ses activités de zoologiste en introduisant pour acclimatation le premier élevage de lamas en France depuis les tentatives infructueuses de Georges-Louis Leclerc de Buffon ,.C'est un troupeau d'alpagas constitué d'un liama, de deux liames et un liameau.
Le Guide du Routard Hautes-Vosges consacre un article sur les facéties des lamas de Charles Galmiche, intitulé :  Quand lama fâché...
L'intégration d'un nouveau lama a contaminé tout le troupeau avec une maladie mortelle, la carache.L'extinction" du troupeau a mis fin à l'étude de physiologie animale sur cinq années. Elle a quand même démontré que l'acclimatation des lamas dans les Vosges est réussie comme bêtes de somme, bêtes laitières, viandes de boucherie , lainage ainsi qu'au transport de personnes de moins de 50 kg, au point de susciter une acclimatation dans les Pyrénées.
En 2023, les élevages de lamas sont nombreux en France y compris dans les Vosges, terre d'accueil du premier élevage français en 1860.

### Préservation du patrimoine culturel et cultuel

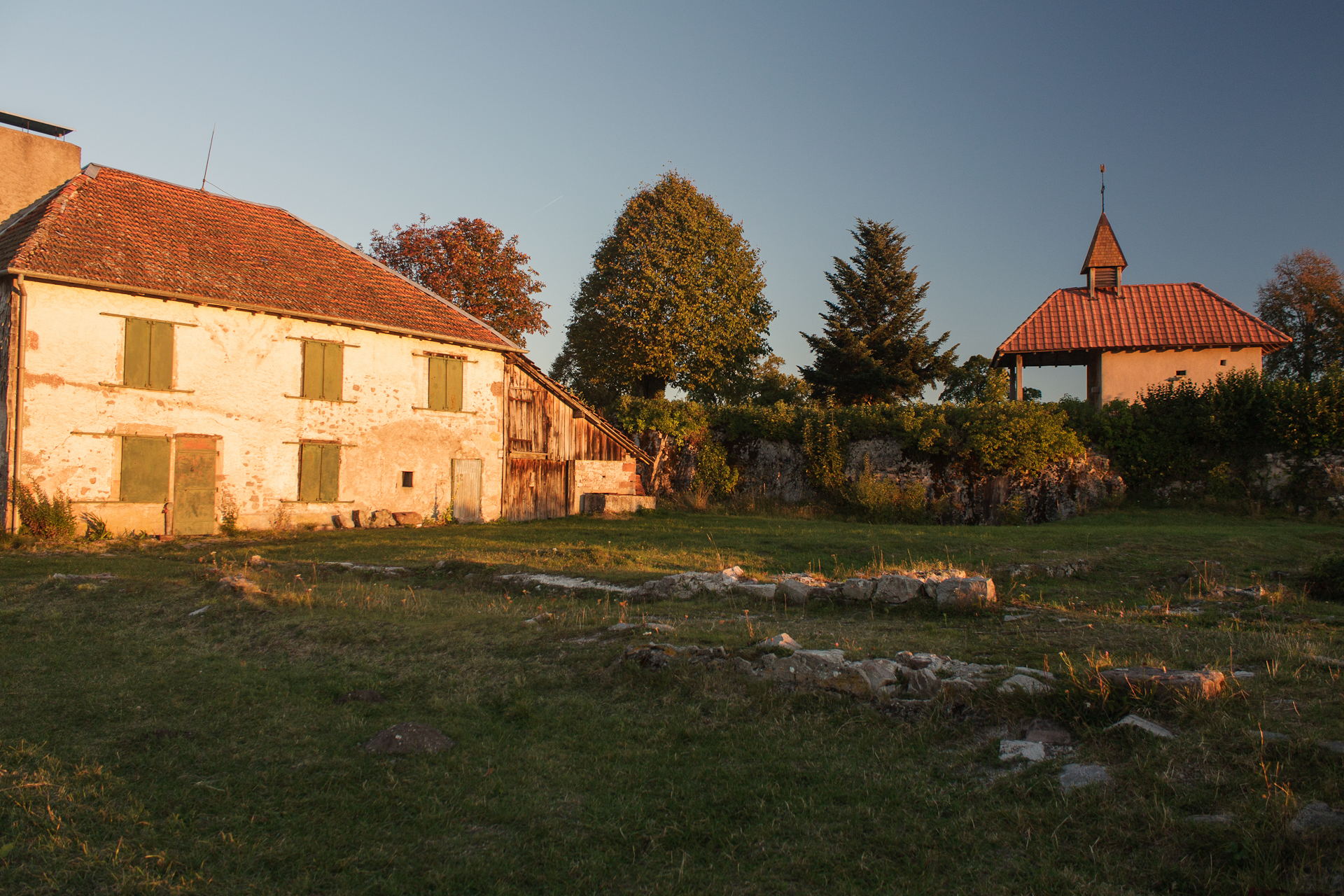
Maison forestière et chapelle restaurées par Charles Galmiche

En 1851, Charles Galmiche rachète au domaine public le Saint-Mont, ancien monastère dans les Vosges lorraines fondé par Saint-Romary selon la règle de Saint Colomban. Il demande le libre accès du Saint-Mont au pour le public et d'y accueillir les pèlerinages. Il lègue la propriété à son neveu Eusèbe Galmiche qui obtient en 1901 l'autorisation de consécration dans la chapelle pour renouer avec la tradition cultuelle du Saint-Mont.